# 2420 Čiurlionis
2420 Čiurlionis eller 1975 TN är en asteroid i huvudbältet som upptäcktes den 3 oktober 1975 av den rysk-sovjetiske astronomen Nikolaj Tjernych vid Krims astrofysiska observatorium på Krim. Den har fått sitt namn efter Mikalojus Konstantinas Čiurlionis.
Asteroiden har en diameter på ungefär 8 kilometer.